# HD221760
HD221760 — хімічно пекулярна зоря спектрального класу A2, що має видиму зоряну величину в смузі V приблизно 4,7.
Вона  розташована на відстані близько 273,6 світлових років від Сонця.

## Пекулярний хімічний склад
Зоряна атмосфера HD221760 має підвищений вміст 
Cr
.

## Магнітне поле
Спектр даної зорі вказує на наявність магнітного поля у її зоряній атмосфері.
Напруженість повздовжної компоненти поля оціненої з аналізу
наявних ліній металів
становить 104,3± 121,9 Гаус.